# Singnapur
Singnapur é uma vila no distrito de Ahmadnagar, no estado indiano de Maharashtra.

## Demografia
Segundo o censo de 2001, Singnapur tinha uma população de 10,858 habitantes. Os indivíduos do sexo masculino constituem 55% da população e os do sexo feminino 45%. Singnapur tem uma taxa de literacia de 68%, superior à média nacional de 59.5%: a literacia no sexo masculino é de 76% e no sexo feminino é de 58%. Em Singnapur, 14% da população está abaixo dos 6 anos de idade.